# BMOフィールド
BMOフィールド（ビモフィールド、英：BMO Field）は、カナダのトロントにあるエキシビション・プレイス内のフットボール専用スタジアム。トロントFCとカナダのナショナルチームが本拠地としている。カナダのトロント市所有で、メイプルリーフ・スポーツ&エンタテーメントによって運営されている。

## 歴史
スタジアム建設はカナダが2007 FIFA U-20ワールドカップ開催地の入札に成功したことと関連しており、最初の計画ではヨーク大学が新スタジアム建設の費用1,500万カナダドルを負担し、大学の敷地内に建設される予定であった。しかし、2005年5月に大学側は2007年までに完成するめどを立てることができず、計画から手を引くことを迫られた。その結果としてエキシビション・スタジアムを取り壊した跡地に移転されることとなった。
2006年5月11日、メジャーリーグサッカーは2007年にトロントFCを13番目（カナダ国内初）のチームとして加入を認めた。リーグの方針で新規に加入するチームはサッカー専用スタジアムを本拠とすることを条件としている。
2006年8月31日にBMOファイナンシャルグループが命名権を買い取り、名称が「ナショナル・サッカー・スタジアム」から「BMOフィールド」に変更された。BMOはトロントに本社を置くモントリオール銀行のティッカーシンボルで、ビモ（"BEE-moe"）と発音される。
2007年4月28日に完成後、初めての試合が行われ、トロントFCがホームゲームでカンザスシティ・ウィザーズに1-0で敗れている。
2007年5月12日にグランドオープンの記念式典が行われ、MLSのコミッショナーは2008年のオールスターゲームと2010年のMLSカップをBMOフィールドで行うことを発表した。2008年7月24日にMLSオールスターゲームとして、イングランドのプレミアリーグ所属のウェストハム・ユナイテッドFCとの対戦を行った。
2009年から2年間はメジャーリーグ・ラクロスのトロント・ナショナルズもBMOフィールドをホームスタジアムとして使用していた。
2014年には翌年のFIFA女子ワールドカップのリハーサル大会であるFIFA U-20女子ワールドカップが開催されるが、スポンサーの命名権の使用が禁止されているため(クリーンスタジアム規定)、大会期間中はナショナル・サッカー・スタジアムと呼ばれる。
2017年1月1日にはNHL100年を記念したNHLセンテニアル・クラシック（メープルリーフスVSレッドウィングス）が開催された。
また、2026 FIFAワールドカップの会場として使用される予定である。

## 所有と運営
トロントFCのオーナーはメイプルリーフ・スポーツ&エンタテーメント（MLSE）で、トロント・メープルリーフス（NHL）とその傘下のトロント・マーリーズ（AHL）、さらにトロント・ラプターズ（NBA）のオーナーでもある。MLSEはスタジアムの建設費も負担していて、総工費6,250万カナダドル（土地を合わせると7,200万カナダドル）の一部を負担している。その額はいくつかの資金源で賄っており、MLSE自身が800万カナダドル、命名権収入から1,000万カナダドル。カナダ連邦政府は2,700万カナダドル、オンタリオ州政府は追加で800万カナダドル負担しており、スタジアムの所有権を持つトロント市は980万カナダドルを負担した。
2015年5月20日にMLSEはベル・カナダと共同でCFLのトロント・アルゴノーツの買収を発表した。アルゴノーツは2016年より本拠地をロジャース・センターからBMOフィールドに移転した。それに伴い、観客席の増設を行い、2015年までの21,556人から30,991人まで収容可能となった。

## 特徴
2009年まではフィールドターフの人工芝を使用していたが、2010年からは天然芝を使用している。2007年3月に芝が敷かれ、観客席は一部を除いて赤一緒に配色されている。観客席の東側には大きなメープルリーフが、西側には「TORONTO」とトロントFCのロゴ、南側は「BMO」の文字が描かれている。

## ギャラリー

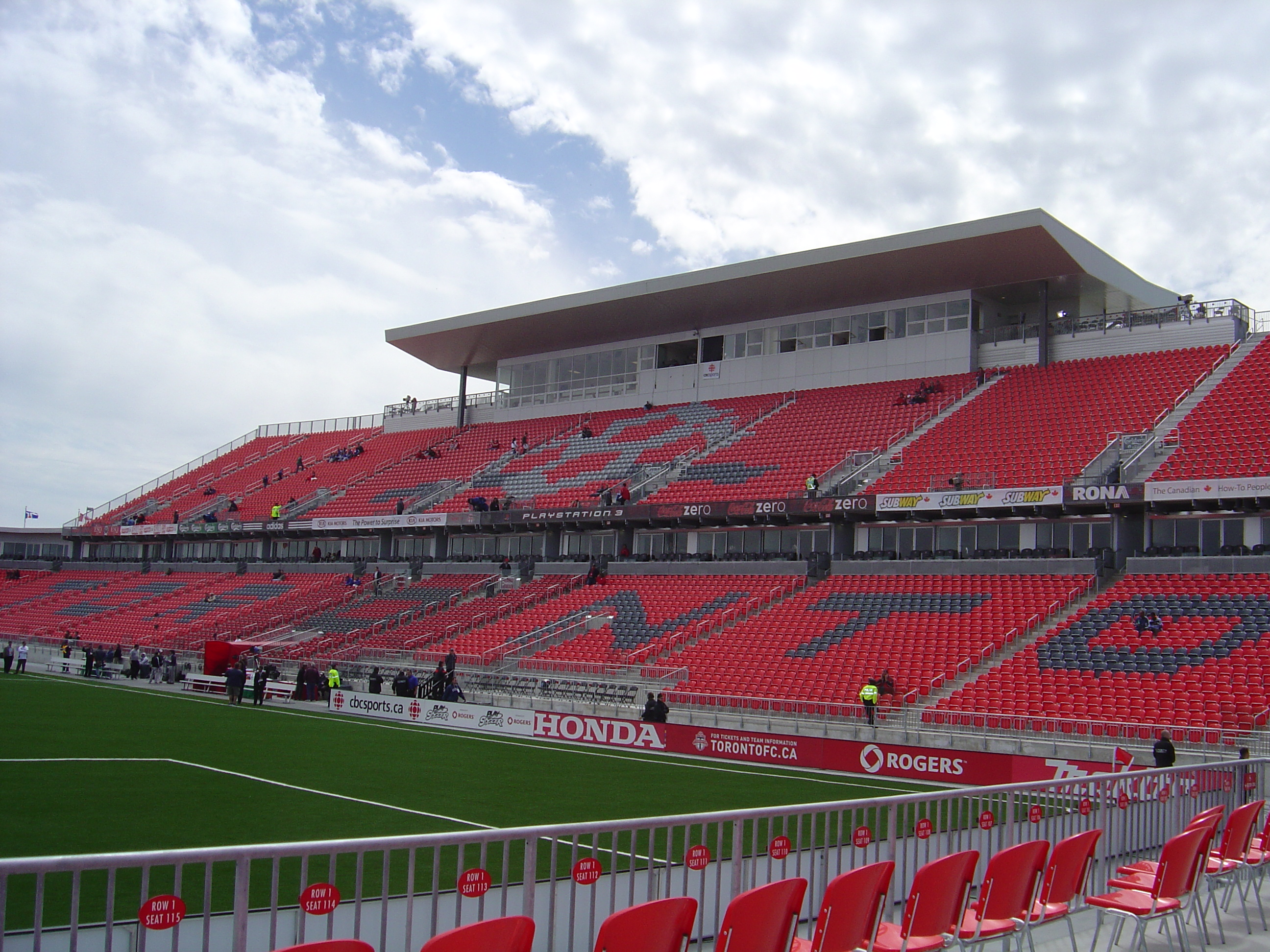
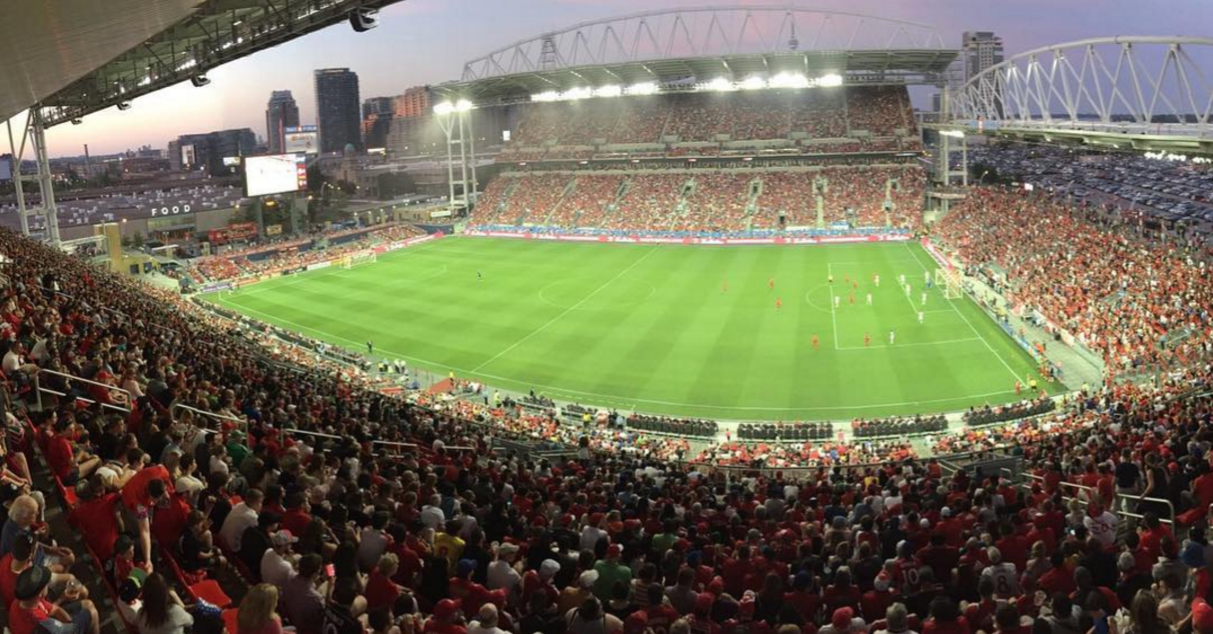
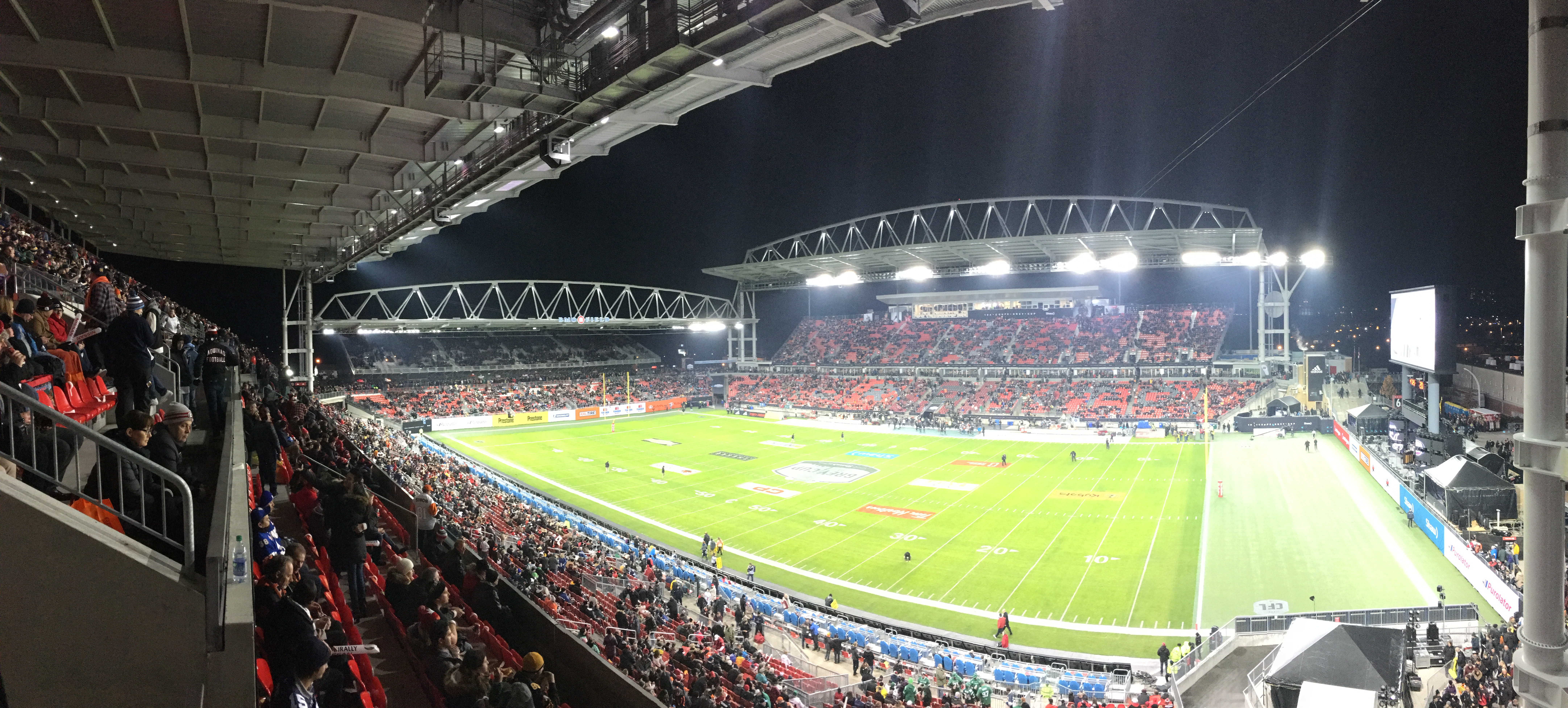